# Конвергенция (лингвистика)
Конвергенция (от лат. convergo — «приближаюсь, схожусь») — сближение или совпадение двух и более лингвистических сущностей. Понятие конвергенции имеет два аспекта:
- глоттогонический и
- структурно-диахронический.

Глоттогоническая конвергенция — возникновение у нескольких языков (как родственных, так и неродственных) общих структурных свойств вследствие достаточно длительных и интенсивных языковых контактов, а также на базе общего для конвергирующих языков субстрата, в связи с чем различается:
- контактная конвергенция и
- субстратная конвергенция; причём оба вида могут совмещаться.

Конвергенция охватывает либо отдельные фрагменты языковой системы (например, фонологическую систему или лексику), либо весь язык в целом. Ареал действия конвергенции называют конвергентной зоной. На её основе могут складываться так называемые языковые союзы. Понятие глоттогонической конвергенции также применимо к взаимному сближению диалектов одного языка, в результате которого может возникать койне.
Структурно-диахроническая конвергенция — исторический процесс, приводящий к уменьшению разнообразия в системе языка вследствие исчезновения некоторых вариантных или инвариантных различий, например, совпадение двух и более фонем. Источником структурно-диахронической конвергенции являются изменения позиционных условий реализации языковой единицы. Понятие конвергенции в этом смысле было разработано в теории диахронической фонологии Е. Д. Поливановым (1928) и — в иных терминах — Р. О. Якобсоном (1930).
Существо фонологической конвергенции состоит в дефонологизации некоторого фонемного различия, то есть в утрате тем или иным различительным признаком его дифференцирующей функции и превращении его в избыточный для данных конвергирующих фонем. Механизм диахронической конвергенции в известном смысле аналогичен механизму синхронической нейтрализации, поэтому результат конвергенции называют иногда парадигматической нейтрализацией. Конвергенция наблюдается также в грамматической системе и имеет в принципе тот же механизм, будучи обусловлена такими факторами, как выравнивание по аналогии, устранение омонимии грамматических форм и т. п. Пример грамматической конвергенции — редукция падежной системы.
Понятие конвергенции в обоих его употреблениях тесно связано с антонимическим понятием дивергенции.